# No Limites
A No Limites című dal a francia Alliance Ethnik nevű hiphopcsapat 1999-ben megjelent kislemeze a Fat Comeback című albumukról.

## Megjelenések
CD Maxi  Európa Delabel – 7243 8960232 6
1. No Limites (Album Version) 3:04
2. No Limites (Trouble Men Mix) 5:48  Remix – Trouble Men
3. No Limites (Havanna Mix) 3:35
4. No Limites (Album Instrumental)	3:03

## Slágerlista
| Slágerlista (1995)               | Legjobb helyezések |
| -------------------------------- | ------------------ |
| Belgian (Wallonia) Singles Chart | 25                 |
| French SNEP Singles Chart        | 32                 |